# En el agua (Blaas)
En el agua (en francés: Dans l'Eau) es una pintura al óleo sobre tabla de Eugene de Blaas de una joven desnuda. Es el único desnudo pintado por de Blaas; todos sus demás personajes están completamente vestidos. La imagen mide 78,4 cm por 44,5 cm.

## Descripción
La pintura representa a una joven desnuda de pie hasta la mitad del tobillo en el agua del mar, inclinada hacia adelante, mirando hacia abajo a un banco de peces diminutos. Tiene una tez sonrosada y su cabello castaño oscuro y rizado está recogido atrás en un moño.
Aunque no hay sol en la composición, la luz dorada brilla a través del cielo nublado y se refleja en el agua. Al fondo se ve un terreno con una zona arbolada a la izquierda.
El artista firmó su nombre y la fecha (1914) con tinta oscura, en la esquina inferior izquierda de la composición.